# Enquete-Kommission Lehren aus Afghanistan für das künftige vernetzte Engagement Deutschlands
Die Enquete-Kommission „Lehren aus Afghanistan für das künftige vernetzte Engagement Deutschlands“ des Deutschen Bundestags unter Vorsitz von Michael Müller (SPD) befasst sich mit dem deutschen Beitrag zu den internationalen Stabilisierungsmissionen in Afghanistan während des Krieges zwischen 2001 und 2021 sowie die Lehren für die Zukunft daraus. Die konstituierende Sitzung fand am 19. September 2022 statt. Ein Zwischenbericht mit der Aufarbeitung des Afghanistaneinsatzes wurde am 22. Februar 2024 im Bundestag beraten. Der Abschlussbericht mit 72 Handlungsempfehlungen für das künftige vernetzte Engagement Deutschlands wurde am 27. Januar 2025 veröffentlicht und am 31. Januar 2025 im Bundestag beraten.

## Hintergrund
Die Einsetzung der Enquete-Kommission wurde auf gemeinsamen Antrag der Fraktionen von SPD, CDU/CSU, Bündnis 90/Die Grünen und FDP ohne Zustimmung von AfD und Die Linke am 8. Juli 2022 im beschlossen. Zeitgleich wurde vom Bundestag ein Untersuchungsausschuss, der 1. Untersuchungsausschuss der 20. Wahlperiode des Deutschen Bundestages, eingesetzt, der sich ausschließlich mit den Umständen und Geschehnissen im Zusammenhang mit dem Abzug der Bundeswehrtruppen aus Afghanistan und den Evakuierungen infolge des Vormarsches der Taliban und der daraufhin „überstürzten Beendigung des internationalen Einsatzes“ beschäftigt.
Im Februar 2024 wurde die Arbeit der Kommission, erneut auf Antrag der Fraktionen von SPD, CDU/CSU, Bündnis 90/Die Grünen und FDP jedoch unter ausschließlicher Enthaltung der Gruppen Die Linke und BSW, vom Deutschen Bundestag auch über die parlamentarische Sommerpause 2024 hinaus verlängert. Die Arbeit der Kommission soll nunmehr „möglichst bis Ende des Jahres 2024“ abgeschlossen werden.

## Auftrag
Gemäß dem Antrag hat die Kommission den Auftrag, „den Vernetzten [sic] Ansatz am Beispiel des Engagements in Afghanistan und dabei insbesondere die Einsätze der Bundeswehr sowie die damit verbundenen Herausforderungen zu untersuchen und Lehren aus dem zwanzigjährigen Engagement in Afghanistan aufzuarbeiten, auch um daraus Schlüsse für das laufende und künftige internationale militärische und zivile Engagements Deutschlands zu ziehen“.
In der Erörterung der Ausgangslage wird der den gesamten Einsatz Deutschlands maßgeblich geprägt habende vernetzte Ansatz als die „Koordinierung und Abstimmung von militärischen, polizeilichen, diplomatischen, entwicklungspolitischen und humanitären Ressourcen“ definiert. Darüber hinaus wird das militärische Engagement konkret mit den internationalen Missionen Enduring Freedom, ISAF und Resolute Support benannt, das zivile Engagement mit „intensive[n] diplomatische[n] und entwicklungspolitische[n] Bemühungen“ umschrieben.
Mit Blick auf die unterschiedlichen Phasen sollen die gesetzten Ziele und vordergründig deren Erreichen analysiert und die Verzahnung und gegenseitige Beeinflussung der folgenden Bereiche betrachtet werden:
1. Sicherheit und Stabilisierung
2. Friedensförderung
3. Staatsaufbau
4. Drogen- und Korruptionsbekämpfung
5. Wiederaufbau und Entwicklung

Auf Grundlage dieser Analysen sollen Empfehlungen für eine künftige „effiziente, kohärente und umfassende Kooperation und Kommunikation zwischen den beteiligten Ressorts“ sowie „Schlussfolgerungen für den Informationsaustausch und die Kooperation auf internationaler und europäischer Ebene“ formuliert werden.

## Mitglieder
Die Kommission setzte sich ursprünglich aus zwölf Abgeordneten und zwölf berufenen Sachverständigen, die von den sechs zu der Zeit im Bundestag vertretenen Fraktionen benannt wurden, zusammen. Der Abgeordnete der Fraktion Die Linke sowie der von der Fraktion nominierte Sachverständige schied mit deren Auflösung im Dezember 2023 aus der Kommission aus. Die Mitglieder der Kommission werden von einem Sekretariat der Bundestagsverwaltung unterstützt, in dem auch drei wissenschaftliche Mitarbeiter die Analysen der Kommission unterstützen.

### Bundestag
Die Fraktionen von SDP und CDU/CSU stellen jeweils drei, Bündnis 90/Die Grünen und FDP je zwei sowie die der AfD einen Abgeordneten.

#### SPD
- Michael Müller (Vorsitzender)
- Christoph Schmid
- Derya Türk-Nachbaur (Obfrau)

Stellvertretende Mitglieder: Lars Castellucci (bis 21. November 2022), Hakan Demir (ab 13. Dezember 2023), Aydan Özoğuz, Nadja Sthamer, Sebastian Fiedler (21. November 2022 bis 13. Dezember 2023)

#### CDU/CSU
- Peter Beyer (Obmann)
- Serap Güler (Stellvertretende Vorsitzende)
- Susanne Hierl

Stellvertretende Mitglieder: Michael Brand, Marlon Bröhr, Katja Leikert

#### Bündnis 90/Die Grünen
- Schahina Gambir (Obfrau)
- Philip Krämer

Stellvertretende Mitglieder: Deborah Düring, Merle Spellerberg

#### FDP
- Knut Gerschau
- Christian Sauter (Obmann)

Stellvertretende Mitglieder: Ann-Veruschka Jurisch, Frank Müller-Rosentritt

#### AfD
- Jan Ralf Nolte (Obmann)

Stellvertretendes Mitglied: Joachim Wundrak

#### Die Linke (bis Dezember 2023)
- Andrej Hunko (Obmann)

Stellvertretendes Mitglied: Heidi Reichinnek (bis 10. Mai 2023)

### Sachverständige
Im gleichen Verhältnis zu den Abgeordneten entsenden die Fraktionen von SPD und CDU/CSU jeweils drei, Bündnis 90/Die Grünen und FDP je zwei sowie AfD und Die Linke je einen Sachverständigen.

#### SPD
- Hans-Joachim Gießmann (emeritierter Professor für Politikwissenschaft (Universität Hamburg) und ehem. Geschäftsführer der Berghof Foundation)
- Ursula Schröder (Professorin für Politikwissenschaft an der Universität Hamburg; wissenschaftliche Direktorin des IFSH)
- André Wüstner (Oberst des Heeres der Bundeswehr und Vorsitzender des Deutschen Bundeswehrverbandes)

#### CDU/CSU
- Carlo Masala (Professor für Internationale Politik an der Universität der Bundeswehr München)
- Jörg Vollmer (General a. D. des Heeres der Bundeswehr)
- Ellinor Zeino (von September 2018 bis August 2021 Leiterin des KAS-Auslandsbüros Afghanistan in Kabul)[11]

#### Bündnis 90/Die Grünen
- Katja Mielke (seit 2015 wissenschaftliche Mitarbeiterin am Friedens- und Konfliktforschungsinstitut Bonn International Centre for Conflict Studies, zuvor am Zentrum für Entwicklungsforschung der Universität Bonn)[12]
- Winfried Nachtwei (ehemaliges Mitglied des Bundestags für Bündnis 90/Die Grünen und Experte für Friedens- und Sicherheitspolitik)

#### FDP
- Anna Geis (Professorin für Politikwissenschaft an der Helmut-Schmidt-Universität der Bundeswehr in Hamburg)
- Egon Ramms (General a. D. des Heeres der Bundeswehr)

#### AfD
- Reiner Haunreiter (Oberst a. D. im Militärischen Nachrichtenwesen)[13]

#### Die Linke (bis Dezember 2023)
- Michael Lüders (Politik- und Islamwissenschaftler)

## 1. Arbeitsphase: Aufarbeitung des Afghanistaneinsatzes 2001–2021

### Projektgruppen
Die Kommission hatte in ihrer ersten Arbeitsphase drei Projektgruppen mit jeweils neun Mitgliedern eingesetzt. Die erste Arbeitsphase endete mit dem Anfang 2024 vorgestellten Zwischenbericht.

#### Sicherheit und Stabilisierung
Die Projektgruppe 1 untersuchte die Kampfverläufe und geht den Fragen nach der ausreichenden Vorbereitung und Ausstattung der Bundeswehr sowie der Angemessenheit der Reaktion der Bundesregierung auf Mängel nach. Darüber hinaus widmete sie sich der Information des Bundestages und dessen Kontrollfunktion.

#### Ziviler Aufbau und Friedensförderung
Die Projektgruppe 2 untersuchte den deutschen Beitrag zum zivilen Aufbau (z. B. von Schulen und Hochschulen, wissenschaftlichen Einrichtungen oder unabhängigen Medien) und zur Friedensförderung (innerafghanisch wie diplomatisch) sowie eventuelle Versäumnisse in diesen Zusammenhängen.

#### Staats- und Regierungsaufbau
Die Projektgruppe 3 untersuchte den Staats- und Regierungsaufbau in Bezug auf zu Beginn vorhandener staatlicher Strukturen in Afghanistan sowie in finanzieller Hinsicht den Aufbau von Infrastruktur, Sozialsystemen und Versorgungsstrukturen (u. a. Energie, Verkehr und Gesundheit).

### Anhörungen
Von ihrer Einsetzung bis zum Zwischenbericht im Februar 2024 fanden insgesamt 35 Sitzungen, davon 12 öffentliche Anhörungen statt. Diese orientierten sich hauptsächlich am zeitlichen Verlauf des deutschen Einsatzes in Afghanistan:
- Kontext und Lage in Afghanistan zu Beginn des Einsatzes – Ausgangspunkt 11. September 2001 bis zur Petersberger Konferenz 2001 (21. November 2022)[20]
- Petersberger Konferenz 2001: zivilgesellschaftliche und afghanische Perspektiven (12. Dezember 2022)[21]
- Stabilisierungsphase und die Rolle der Bündnispartner 2002 bis 2008
  - Strategien, Kooperation und Koordination zwischen internationaler und nationaler Ebene (23. Januar 2023)[22]
  - Zivil-militärische Stabilisierung – Operative Umsetzung und Wirkung (27. Februar 2023)[23]
- Ausweitung, Eskalation und Transition 2009 bis 2014
  - Die Ausweitung des deutschen Engagements im Kontext von Strategiewechsel und verschärfter Sicherheitslage (27. März 2023)[24]
  - Übergabe in afghanische Verantwortung – Staat, Gesellschaft und Sicherheit (24. April 2023)[25]
- Neuausrichtung, Anpassung und Abzug 2015 bis 2021
  - Ziele, Anpassungen und Dynamiken auf internationaler, nationaler, lokaler Ebene (22. Mai 2023)[26]
  - Deutschlands Rolle im multilateralen Kontext – Abzug und Verhandlung (19. Juni 2023)[27]

Darüber hinaus gab es zwei Anhörungen zu den „politischen Verantwortungsstrukturen“ der Legislative und Exekutive Deutschlands:
- Das Afghanistan-Engagement im Deutschen Bundestag – Rolle des Parlaments, Informationen und strategische Befassung (12. Juni 2023)[28]
- Rolle von Bundeskanzleramt und Bundesregierung (3. Juli 2023)[29]

sowie eine abschließende Anhörung zu den Themenbereichen Evaluierung und Schlussfolgerung:
- Internationale Evaluierungen des Afghanistan-Einsatzes: Ergebnisse, Lehren und erfolgte Maßnahmen (18. September 2023)[30]

## Zwischenbericht
Ein Zwischenbericht mit den Ergebnissen der ersten Arbeitsphase zur Aufarbeitung des Afghanistaneinsatzes wurde am 20. Februar 2024 an Bundestagspräsidentin Bärbel Bas übergeben. Am 22. Februar 2024 wird dieser im Bundestag beraten und ein Antrag der Fraktionen von SPD, CDU/CSU, Bündnis 90/Die Grünen und FDP auf Verlängerung zur Abstimmung gebracht. Hiernach soll die Kommission mehr Zeit und Gelegenheit zu Beratungen und zur Ausgestaltung des Abschlussberichts erhalten.

### Inhalt
Auf insgesamt 352 Seiten resümiert der Zwischenbericht die deutsche Beteiligung am Einsatz in Afghanistan und dokumentiert einerseits die analytische Arbeit in den drei Projektgruppen sowie andererseits die gewonnenen Erkenntnisse aus den öffentlichen Anhörungen.
In der vorangestellten Kurzfassung stellt die Kommission fest, dass Deutschland und seine internationalen Partner aufgrund des Fehlens einer „langfristigen und […] realistisch umsetzbaren kohärenten Strategie“ bei der Absicherung der Ergebnisse und gesteckten Ziele „strategisch gescheitert“ seien. „Eine fortlaufende, selbstkritische Bestandsaufnahme“ habe weder stattgefunden, noch seien erlangtes „Wissen und detaillierte ungeschminkte Lagebilder […] systematisch zu einem realistischen Gesamtbild zusammengeführt“ worden. Auch habe es an der dynamischen Anpassung personeller Ressourcen, Ausrüstung und Fähigkeiten gemangelt. In Projekte vor Ort sei teilweise zu schnell zu viel Geld geflossen, Lagebewertungen und Beurteilungen von Fortschritten hätten sich „zu oft“ auf größere Städte beschränkt. Die Zusammenarbeit der Fachbereiche habe sich zwar mit der Zeit verbessert, „Ressortegoismen“ wären jedoch nicht überwindbar gewesen. Das Parlament habe sich hauptsächlich auf die Kontrolle und das Militärische konzentriert.
Die notwendige „Auseinandersetzung mit der Kultur, Geschichte und den Traditionen Afghanistans“ habe nicht statt- und „[v]orhandene landeskundliche Kenntnisse“ kaum Berücksichtigung gefunden. Damit seien der „neugegründeten afghanischen Republik“ Legitimation und Wirkbreite genommen worden. Darüber hinaus seien Einfluss und Rückhalt der Taliban unterschätzt und eine politische Konfliktlösung „zu spät und nicht ausreichend konsequent“ verfolgt worden.
Als „Teilerfolge“ werden eine Verbesserung der Lebensverhältnisse und Fortschritte in den Bereichen Infrastruktur sowie im Gesundheits- und Bildungswesen gewertet. Frauen und Mädchen hätten in der Zeit „von der internationalen Präsenz“ profitiert.

### Rezeption
In einem Hintergrundbericht von Marc Thörner vermisst Baktash Siawash, politischer Journalist und einstiger Parlamentarier des afghanischen Unterhauses, einen „unabhängigen, afghanischen Blickwinkel“ unter den Sachverständigen, die allesamt als „unbeteiligte Beobachter“ auf die Geschehnisse blickten. Der Vorsitzende der Kommission, Michael Müller, sehe laut Thörner eine „zivilisatorische Mission des Westens“ an einer unveränderbaren afghanischen Kultur gescheitert, was Siawashs Berfürchtung nähre, „[d]ass Denkmuster, die eigentlich dem 19. Jahrhundert angehören, in der Enquete-Kommission ein Comeback erfahren“. Ähnlich kommentiert die Journalistin Jasamin Ulfat-Seddiqzai die Einsetzung der Kommission, konstatiert jedoch, dass es dieser „nicht um Afghanistan“, sondern „um die Lehren, die man aus Afghanistan für zukünftige Auslandseinsätze ziehen kann“, ginge.
Nach der öffentlichen Anhörung vom 3. Juli 2023 beklagt Thomas Ruttig, Mitbegründer des Afghanistan Analysts Network, die „konzeptionellen Fehlleistungen, Verdrehungen und Beschönigungen“ seitens der ehemaligen Minister des Äußeren Joschka Fischer, des Inneren Thomas de Maizière und der Entwicklung Heidemarie Wieczorek-Zeul.
Laut einem Vorabbericht des Spiegel habe die Kommission in ihrem Zwischenbericht die amtierenden Bundesregierungen „harsch“ kritisiert und stelle ihnen ein „vernichtendes Urteil“ aus. Sie werfe den Verantwortlichen „mangelnden Realitätssinn, schlechte Abstimmung und jahrelanges Schönreden der Lage“ vor. Die Kritik an der fehlenden Auseinandersetzung mit den vorherrschenden gesellschaftlichen Strukturen und Gegebenheiten sei „brisant“, insbesondere die Taliban unterschätzt worden. Auch Kai Küstner bewertet den „eher von Schatten beherrschten 330-Seiten-Bericht“ grundsätzlich als „vernichtendes Zeugnis“ und „schonungslose Bilanz“, kann in ihm „jedoch auch kleine Lichtinselchen“ entdecken, bspw. in der herausgestellten Verlässlichkeit Deutschlands als Bündnispartner.

## 2. Arbeitsphase: Empfehlungen für zukünftige Kriseneinsätze

### Clustergruppen
Die Kommission hatte in ihrer zweiten Arbeitsphase fünf Clustergruppen mit einer unterschiedlichen Anzahl an Mitgliedern eingesetzt. Diese Clustergruppen sollten Empfehlungen für zukünftige vernetzte Kriseneinsätze formulieren.
1. Analyse | Wissen | Konzepte | Monitoring | Evaluierung
2. Strategie und Auftragsbildung | Recht zum Einsatz | strategische Kommunikation
3. Internationale Steuerung | Koordinierung | Einbindung
4. Rolle des Parlaments | Kontrolle | Akteursumfeld | nationale Steuerung | Koordinierung
5. Umsetzung | Wirksamkeit | Recht im Einsatz | Fähigkeiten | Instrumente | Personal | Kommunikation

### Öffentliche Anhörungen
Von Februar bis September 2024 führte die Kommission sieben öffentliche Anhörungen zur Unterstützung ihrer Beratungen durch:
- Externe Impulse zur Zukunft des integrierten Engagements (19. Februar 2024)[41]
Gäste: Philipp Rotmann (GPPi), Robin Schroeder (GIZ Stabilisation Platform im Auswärtigen Amt)
- Krisenfrüherkennung und Fehlerkultur im außen- und sicherheitspolitischen Engagement (22. April 2024)[42]
Gast: Christoph Meyer (King’s College London)
- Strategiefähigkeit, Strategieentwicklung und Operationalisierung für internationales Krisenmanagement (13. Mai 2024)[43]
Gast: Armin Staigis (Brigadegeneral a. D.)
- Die internationale Koordinierung vernetzter Kriseneinsätze (3. Juni 2024)[44]
Gäste: Martin Erdmann (Botschafter a. D.), Florian Laudi (Auswärtiges Amt)
- Rolle des Parlaments in zukünftigen Engagements der Bundeswehr (24. Juni 2024)[45]
Gäste: Heiko Sauer (Uni Bonn), Dominik Mutter (Auswärtiges Amt)
- Zivil-militärischer Ansatz im internationalen Krisenmanagement (1. Juli 2024)[46]
Gäste: Astrid Irrgang (ZIF), Norbert Hausmann (Einsatzführungskommando)
- Nationalen Koordinierung zukünftiger vernetzter Einsätze (23. September 2024)[47]
Gast: Sarah Bressan (GPPi)

## Abschlussbericht
Die in der zweiten Arbeitsphase in den Clustergruppen erarbeiteten, konkreten Handlungsempfehlungen für die zukünftige Außen- und Sicherheitspolitik sind in einem Abschlussbericht zusammengefasst worden. Dieser sollte ursprünglich spätestens nach der parlamentarischen Sommerpause 2024 vorgelegt werden und ist am 27. Januar 2025 erschienen.
Der Abschlussbericht umfasst 116 Seiten und enthält 72 Empfehlungen für zukünftiges vernetztes Krisenmanagement, welche sich in sieben große Abschnitte unterteilen (in den Klammern finden sich die Unterthemen):
1. Strategie und Auftrag   (Strategie und Auftragsbildung; Recht zum Einsatz)
2. Internationale Einbindung   (Internationale Koordinierung im Vernetzten Ansatz; Krisenmanagement der Vereinten Nationen, der Europäischen Union, der NATO; Terrorismusprävention und Bekämpfung von Finanz- und organisierter Kriminalität)
3. Rolle von Bundestag und Bundesregierung   (Nationale strategische Kooperation und Steuerung; Die Rolle des Parlaments und parlamentarische Kontrolle)
4. Wissen und strategische Kommunikation   (Wissensbasis und Krisenfrüherkennung; Strategische Kommunikation; Wissensvermittlung zum deutschen zivilen und militärischen Engagement)
5. Evaluierung und Fehlerkultur   (Monitoring und Evaluation; Fehlerkultur und institutionelles Lernen)
6. Staatlicher Wiederaufbau und Wirtschaftsförderung in Konflikt- und Postkonfliktkontexten   (Internationale Koordinierung von Entwicklungszusammenarbeit und Humanitärer Hilfe; Polizei- und Justizaufbau; Korruptionsbekämpfung; Wiederaufbau und Wirtschaftsförderung in Konflikt- und Postkonfliktkontexten; Internationale Koordinierung der Wirtschaftsförderung)
7. Fähigkeiten, Umsetzung und Kommunikation   (Fähigkeiten, Instrumente und Kommunikation der Bundesregierung; Recht im Einsatz, Umsetzung des Auftrages und Personal vor Ort; Wirksamkeit des Engagements; Betreuung von Einsatzkräften und Kooperation mit örtlichen Akteuren)[3]

Zudem wurden 11 Sondervoten von Fraktionen und Sachverständigen abgegeben.
Besonders prominent wurden in den Medien die folgenden Empfehlungen diskutiert:
- "21. Um die ressortübergreifende strategische Planung und Umsetzung des integrierten Krisenmanagements und die Zusammenarbeit bei der Umsetzung zu verbessern, sollte (Option a) ein neuer Kabinettsausschuss für integriertes Krisenmanagement eingerichtet werden oder (Option b) die Arbeit des Sicherheitspolitischen Jour Fixe der zuständigen Staatssekretärinnen und Staatssekretäre weiter ausgeweitet und intensiviert werden." (S. 26–27)
- "22. Es sollte ein vernetztes Lagezentrum zur Erstellung ressortübergreifender strategischer Lagebilder, Analysen und Vorausschau eingerichtet werden." (S. 28)
- "28. Es sollte ein Einsatzausschuss für eine ressortübergreifende, vertiefte Begleitung und Wirkungskontrolle, insbesondere von vernetzten Schwerpunkteinsätzen, eingerichtet werden, der insbesondere eine politisch-strategische Kontrolle solcher Einsätze gewährleistet." (S. 31–32)

Zeitgleich mit dem Bericht wurden mehrere wissenschaftliche Stellungnahmen veröffentlicht, welche sich im Schwerpunkt mit der Verbesserung der Koordinierung in der Bundesregierung (Einführung eines Kabinettsausschusses und Verwaltungsunterbau; Diskussion um einen "Nationalen Sicherheitsrat" in Deutschland) beschäftigen.

### Rezeption

#### Plenardebatte am 31. Januar 2025
Aufgrund der turbulenten Plenardebatte um das sogenannte "Zustrombegrenzungsgesetz" am 31. Januar 2025 mit mehrstündiger Sitzungsunterbrechung, konnte der Abschlussbericht nicht zum geplanten Zeitpunkt im Deutschen Bundestag diskutiert werden. Auch die Beratungen selbst wurden in der Mitte für eine halbe Stunde unterbrochen.
Die Süddeutsche Zeitung zitierte den Abschlussbericht, dass es „dringend geboten“ sei, das deutsche Krisenmanagement an neue Entwicklungen und Herausforderungen anzupassen, zudem sei es „Wesentlich für eine erfolgreiche Umsetzung sind eine fortlaufende Abstimmung und Kooperation auf nationaler Ebene zwischen den Ressorts und dem Parlament, aber auch auf internationaler Ebene“.
Gerade die fehlende Strategiefähigkeit sowie die mangelnde Koordinierung zwischen den Ressorts der Bundesregierung wurden als zentrale Lehren herausgearbeitet und auf die Empfehlung der Kommission einen neuen Kabinettsausschuss sowie ein Lagezentrum zu gründen betont.

## Untersuchungsausschuss
Der Deutsche Bundestag setzte 2022 auch den 1. Untersuchungsausschuss der 20. Wahlperiode des Deutschen Bundestages ein, der sich mit den Geschehnissen im Zusammenhang mit dem Abzug der Bundeswehrtruppen aus Afghanistan und der Evakuierung des deutschen Personals, der Ortskräfte und anderer Personen im Zeitraum vom 29. Februar 2020 bis zum 30. September 2021 befasst.